# 绿卡
绿卡（英語：green card）是对美国公民及移民服务局签发给美国合法永久居民（lawful permanent resident，简称）的身份证件的俗称，其正式名称为I-551表格（Form I-551），也俗称永久居民卡，旧称外国人登记卡（Alien Registration Card）。
绿卡持有者是美国合法永久居民，而不是美国公民，仍具有原来的国籍。他们享有和公民一样在美国无限期生活、工作、获得社会福利等权利，也需承担纳税、登记兵役等义务，但他们没有参与联邦选举的权利，通常也无权参与地方选举（除非部分州的法律允许）。满足居住年限条件（通常为五年）和其他法定条件的合法永久居民，可选择申请成为美国公民。截至2019年，美国约有1390万绿卡持有者，其中约910万满足入籍资格。此外，有约6.5万绿卡持有者在美军服役。
绿卡只是一种证件，其有效期通常为十年。绿卡过期不代表丧失合法永久居民身份，绿卡未过期也不必然意味着身份存续。短期临时离开美国的绿卡持有人通常可以持有效绿卡自海外直接返回美国，并以合法永久居民之身份再入境美国。身在海外的绿卡持有人如果不符合法定条件，即便持有未过期的绿卡，也不能以合法永久居民的身份再入境。

## 名称
美国永久居民卡的样式虽然历经多次变化，但是其绿色的版本最为人熟知，因此，该证件常被称为“绿卡”。其他一些国家的永久居留證虽然并非都是绿色，也不一定是卡片，但是由于美国绿卡的影响，有人也把这些国家的永久居留证甚至移民身份本身统称为“绿卡”。
人们常将美国的绿卡与移民签证或合法永久居民身份等概念等同，但在美国移民法的语境下，此乃三个不同的概念。移民签证指美国驻外国领事机构向身在美国之外的申请人签发的签证，供其前往美国口岸寻求以移民（immigrant）身份入境。合法永久居民身份，指当事人在美国入境口岸获准以移民身份入境美国（admitted into the United States as an immigrant）后，或者在美国境内申请身份调整（adjustment of status）获得批准后，当事人在美国移民法下的移民法身份（immigration status）。而绿卡则是美国公民及移民服务局在美国境内向已确立合法永久居民身份的人签发的证件，供其证明身份和旅行。

## 合法永久居民的权利与义务

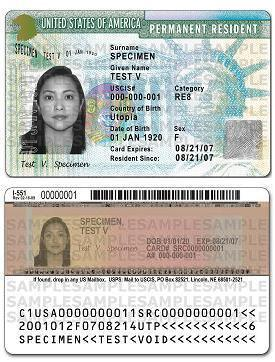
2010年版绿卡

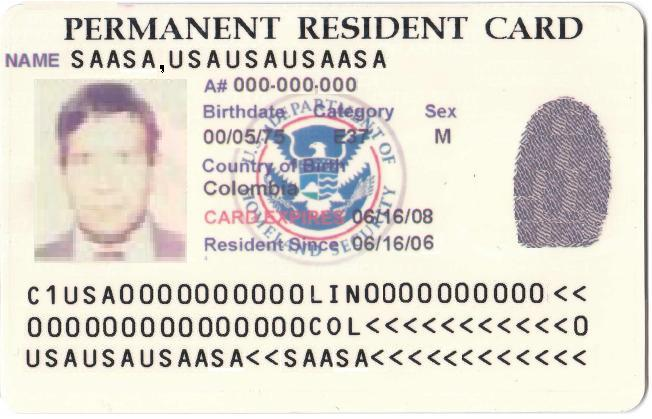
早期的美国绿卡

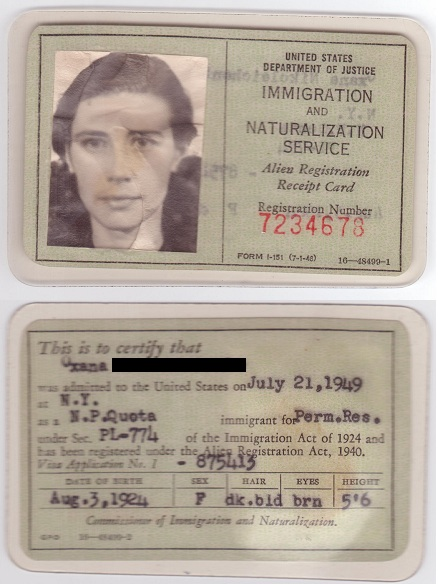
早期的美国绿卡

合法永久居民享有绝大多数美国公民的权利和义务，包括在自由出入美国，在美国境内无限期居住、工作的权利。他们也可以为亲属申请团聚类别的移民，但与美国公民相比可提名的亲属类别较少、分配配额的优先级较低。合法永久居民通常在美国连续居住时间达到5年后，可以申请归化成为美国公民。
和美国公民一样，所有永久居民必须向美國國稅局申报全球范围的收入。年龄介于18岁至25岁的永久居民必须前往兵役登記系统注册。此外，《移民和国籍法》还要求十八岁以上的合法永久居民随身携带绿卡。
美国公民长期离开美国并定居外国并不会导致其公民身份丧失，但合法永久居民如果永久性地（并非临时性地）离开美国，将无法以合法永久居民之身份再入境美国，除非他们像其他外国人一样重新申请移民。
与美国公民不同，永久居民在联邦层级没有选举权，通常在州一级也没有选举权（除非个别州的法律另有规定）。联邦政府、美国军队的部分职位也仅对美国公民开放。
永久居民在美国海外并不像公民一样能接受完整的来自美国政府的領事保護，不过在紧急情况下（例如在2019冠狀病毒病疫情全球撤僑行動、2021年喀布尔国际机场撤侨行动中），美国政府也为永久居民提供撤离当地、返回美国的服务，但优先级次于美国公民。
另外，美国永久居民可以持本国护照和绿卡免签证入境以下國家或地区：
| - 阿尔巴尼亚：90天 - 安地卡及巴布達：30天 - 巴哈马：30天 - 百慕大 - ：90天 - 英屬維爾京群島：30天 - 加拿大：180天 - 开曼群岛：30天 | - ：30天 - 多米尼克：180天 - ：30天 - 荷蘭加勒比區：30天 - ：90天 - ：90天 - ：90天 - 牙买加：90天 | - 科索沃：15天 - 墨西哥：180天 - 蒙特內哥羅：30天 - 尼加拉瓜：90天 - 巴拿马：90天 - 塞爾維亞：90天 - ：30天 |

## 移民身份类别
美国《移民与国籍法》将寻求以移民（immigrant）身份入境美国的外国分为若干类别。常见两大类分别是“基于家庭的”（Family-based，简称FB，俗称团聚）和“基于雇佣的”（Employment-based，简称EB，俗称雇主担保）。其下的子类别主要包括：
- 基于家庭关系[32]
  - IR：美国公民的配偶、21岁以下的未婚子女、父母（美国公民本人需要21岁以上；这也是唯一不受移民配额限制的亲属移民类别）
  - F-1：美国公民的的未婚子女(滿21歲)
  - F-2A：美国永久居民的配偶、未滿21岁的未婚子女
  - F-2B：美国永久居民的未婚子女(滿21歲)
  - F-3：美国公民的已婚子女
  - F-4：美国公民的兄弟姐妹（美国公民本人需要21岁以上）
- 基于雇佣关系（通常申请人可以携配偶或21岁以下未婚子女作为受益者一起申请）[33]
  - EB-1[34]
    - 科学、文藝、教育、商业、体育方面的杰出人才
    - 行业内广为认可的职业和研究领域杰出人才（至少三年领域内教学或研究经验）
    - 通过公司内部调动转到美国境内美海外分部经理）

  - EB-2[34]
    - 拥有高阶学位（博士、硕士或取得学士学位外加至少五年专业经验）的专业人员
    - 在科学、文藝、商业领域具有优秀的特殊才能专业人员

  - EB-3[34]
    - 熟练技能劳工
    - 专业人员
    - 其他劳工

  - EB-4：特殊职业移民：宗教工作者、特殊青少年移民、特定广播公司雇员、特定国际组织或北约雇员、美国政府或美国武装部队成员、巴拿马运河公司或运河区政府雇员、特定医师、美国机构的阿富汗、伊拉克籍雇员、国际安全援助部队成员等[34]
  - EB-5：投资人士[34]
- 多元化移民签证
- 庇护（英语：Asylum in the United States）[35]
- 难民[36]

## 移民申请程序

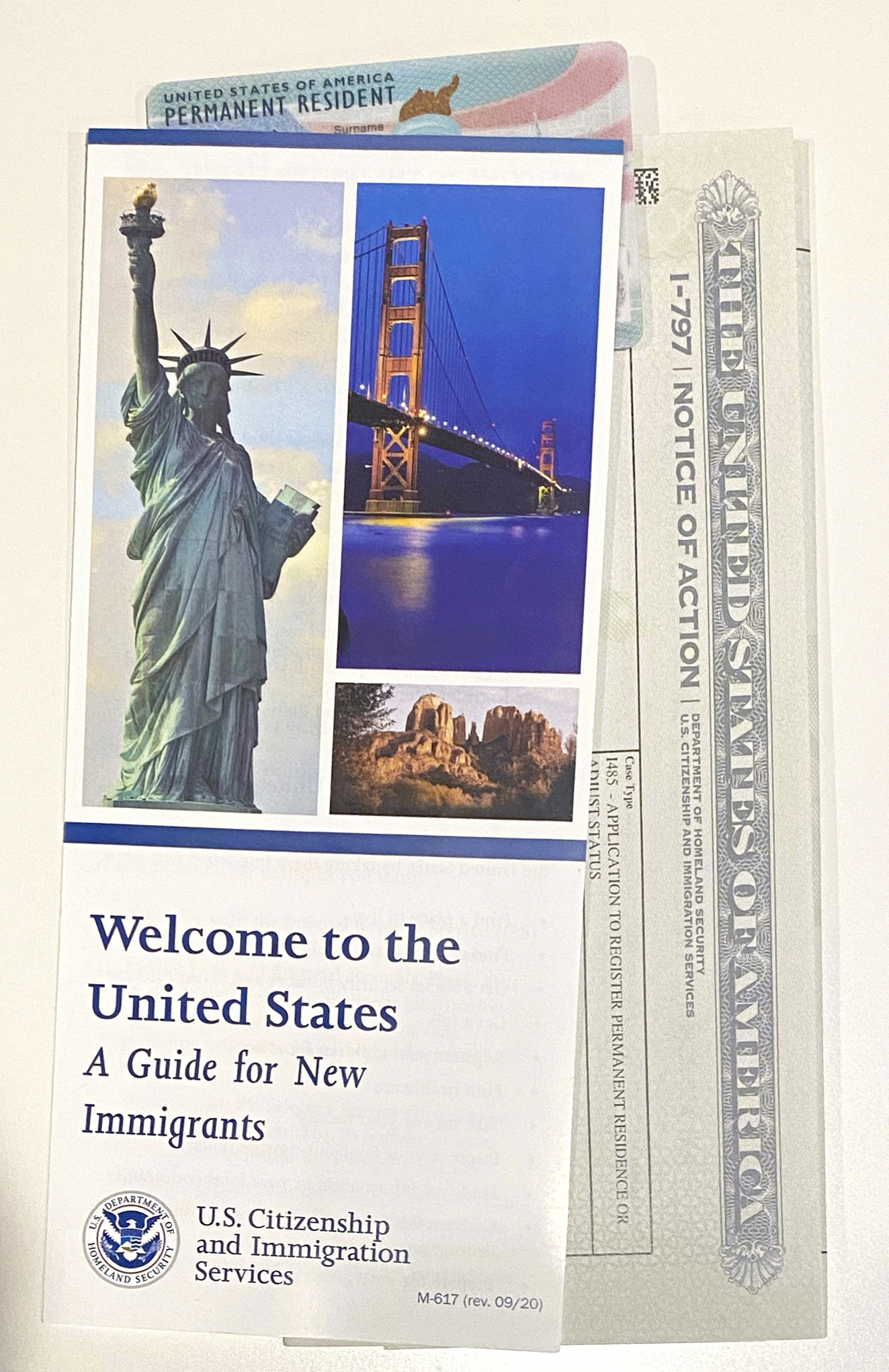
随绿卡一起发给新移民的欢迎指南

希望获得永久居民身份的外籍人士通常需要经历以下几个步骤。由于美国公民直系亲属（即）以外的常见移民类别均受配额限制，即任何国家出生的申请者在一年总共能使用的移民配额数量受到限制，根据移民申请的类别和受益人的出生国家，整个过程或耗费数年时间。某些身份的申请者（如美国境内的庇护申请者和以难民身份入境的外国人）可以直接进行身份调整程序。

### 递交移民提名书
希望移民美国的人必须通过其在美国的亲属、雇主向美国公民及移民服务局递交移民提名书（petition）。担保的亲属和雇主通常分别需要递交I-130表格、I-140表格。没有得到国家利益豁免的EB-2移民和所有EB-3移民，雇主递交移民提名时还要同时递交美国劳工部已经批准的永久劳工证。EB-1、有国家利益豁免的EB-2和EB-5移民无需雇主担保工作。

### 等待签证可用
移民申请获得批准之后，大部分申请者需要关注美国国务院下属的国家签证中心（National Visa Center）发布的签证可用日期。根据1965年的《移民和国籍法》，美国每年对大多数移民类别实行配额制，某一类的移民在当年的可用数量可能不够当年获得批准的申请者数量。这时，那些早获得移民批准的申请者可以享有签证的优先权，而其他申请者需要根据自己移民申请得到批准的时间（称为“优先日期”，俗称“排期”）等待一段时间，直到轮到自己优先。美国公民的直系亲属（配偶、父母或21岁以下未成年子女）的移民不受配额限制，他们可以直接开始申请的第三步。

### 确立移民（合法永久居民）身份
在此步骤中，当申请所在类别的移民签证尚有余额、优先日期在美国国务院公布的日期之前时，位于美国境内的申请人可以向美国公民及移民服务局递交I-485表格，申请将目前的非移民身份调整为永久居民（移民）身份，然后等待自己的优先日期到达美国国务院公布的最终移民批准日期，即可获得最终批准。如果申请者此时身处美国境外，则可以在境外的美国大使馆或领事馆向美国国务院申请移民签证，然后前往美国入境口岸寻求获准以移民身份入境美国（admitted into the United States as an immigrant），在入境后即确立合法永久居民身份。
如果是通过婚姻方式移民，则仅能获得有条件的永久居民身份，在两年条件期到期之时，还需要递交I-751表格（申请移除居留权条件）以获得完整的无条件永久居民身份。
根據2020年1月27日美國最高法院的裁決，若有非美國公民在美國享用了包括低收入医保、食品券和住房补贴券等公共福利，美國政府可以拒絕批准其移民申请。不过，2021年乔·拜登当选总统后，美国最高法院开始考虑重审该规则。

#### 在美国境内进行身份调整
如果此时申请人已经在美国境内，则可以递交身份调整。除非申请者是美国公民的直系亲属，申请者在整个身份调整期间必须保持合法的居留身份。如果移民申请（前面提到的第一个步骤）时尚有可用的签证（美国公民的直系亲属由于拥有无限的移民配额，所以也属于此情况），则那时可以与移民申请同步递交身份调整申请。美国国公民及移民服务局收到身份调整申请之后，会进行一系列背景审查（包括指纹收集、犯罪情况调查和人名审查），并对申请做出决定。一旦美国公民及移民服务局收到身份调整申请，外籍人士就可以在美国境内无限期居留，即使其I-94表格此时已经过期，不过此时外籍人士通常不被建议离开美国，直到最后申请被批准。
在某些情况下，例如通过婚姻关系申请移民，申请者需要前往美国公民及移民服务局进行面谈。最终，如果身份调整申请获得批准，外籍人士即成为合法永久居民。
处于身份调整阶段的外籍人士如果需要离开美国，他既可以使用尚在有效期内的签证返美，也可以在境外美国的使领馆重新申请签证返美，还可以在离开美国之前向美国公民及移民服务局申请预先假释（俗称“回美证”、“AP”）。第三种选择是已提交485表格的申请者的特殊福利，允许他们在身份调整程序完成之前提前享有无需签证即可返回美国的便利。
如果申请者已有的工作许可在这段时间出现可能的过期或失效（例如公司进行裁员）情况，或者申请者本来没有工作许可却希望此时开始工作，则可以通过递交I-765表格以申请就业授权文档（EAD卡），取得该文件后就可以在美国境内工作。不过需要注意，如果在持有H-1B身份时使用这项文件为不同的雇主工作，那么申请者原有的H-1B身份将会丧失。
从2011年起，已经提交I-485表格的申请者可以申请所谓的”组合卡（Combo Card）”的卡片，它将就业授权文档和预先假释的效力集中在同一张卡片上。已经提交I-485表格、尚未得到批准的申请者使用这张卡片在一定程度上能享有和绿卡持有人相似的就业、出入境方面的便利。但是使用者需要在使用这两项便利前，仔细研究使用这些便利时，是否造成自己移民身份、工作许可方面的变化，及这些变化对移民申请造成的影响。

#### 海外领事流程
该流程是针对此时尚身处美国境外的移民申请者，或不符合身份调整资格的美国境内申请者。他们需要向美国境外的大使馆或领事馆递交之前已获得的移民批准和其他相关材料，以获得从外国进入美国的一次性移民签证。大使馆或领事馆的签证官员根据获得的材料以及面谈的内容，决定是否给申请者移民签证。一旦移民签证获得批准，外籍人士可以持移民签证进入美国，并在入境美国时成为永久居民。美国机场的移民官员会在他们的本国护照上加盖I-551戳（作为绿卡邮寄前的临时身份证明供出入境、就业等用途），并安排绿卡的制卡和邮寄流程。正式的永久民卡会在几周后邮寄给该永久居民。之后，永久居民可以使用它在出国旅行后再次进入美国。

## 绿卡的更新
绿卡和很多其他证件（例如各国的身份证件、驾照等）类似，本身具有有效期（一般为10年，部分基于婚姻的绿卡为2年），永久居民需要在绿卡到期前申请换发，而美国公民及移民服务局会检视资料决定是否签发新的绿卡。未能及时更新绿卡并不会导致永久居民身份的丢失，除非该外籍人士仅获得条件永久居民身份。不过，外籍人士还是应该尽早更新绿卡，因为这是他们在美国境内的工作许可和出入美国的旅行证件。未按期更新绿卡不会导致罚款，但《移民和国籍法》第264(e)条要求十八岁以上的合法永久居民随身携带有效绿卡，违反该条款将构成一项轻罪，可处不超过100美元罚款、或监禁不超过30天、或二者兼施。

## 合法永久居民身份的丧失
合法永久居民身份是《移民与国籍法》下的一个移民法身份（immigration status），只要当事人不离开美国，该身份是永久有效的，除非当事人因移民欺诈或犯有严重刑事犯罪等原因，被依法撤销身份或驱逐出境。然而，美国移民法下的“移民身份”是对“身处美国的外籍人士”所施加的法律状态，不适用于对于身处美国境外的人。
因此，从法律技术上来说，合法永久居民一旦离开美国，他们在美国移民法下就失去了移民法身份，而美国《移民与国籍法》要求外籍人士必须持有移民签证才能在美国入境口岸寻求获准以移民身份入境美国。为了防止已入境美国的合法永久居民在短暂离开美国外出旅行后受制于这一条款，《移民与国籍法》在第101(a)(27)(A)条将“短暂出国旅行后返回美国的合法永久居民”定义成了“特殊移民”，并在该法第211(b)条中载明他们在总检察长的酌情权下，可在无需持有护照、移民签证再入境许可或其他文件的情况下再入境美国：
 101(a)(27) 
 The term "special immigrant" means-
(A) an immigrant, lawfully admitted for permanent residence, who is returning from a temporary visit abroad;
......
 211(b) Readmission without required documents; Attorney General's discretion

Notwithstanding the provisions of section 212(a)(7)(A) of this Act in such cases or in such classes of cases and under such conditions as may be by regulations prescribed, returning resident immigrants, defined in section 101(a)(27)(A) of this Act, who are otherwise admissible may be readmitted to the United States by the Attorney General in his discretion without being required to obtain a passport, immigrant visa, reentry permit or other documentation.
翻译：
101(a)(27)
术语“特殊移民”指—— (A) 自临时外国访问归来的、已合法获准永久居留的移民
 211(b) 无文件再入境；总检察长的酌情权

纵使本法第212(a)(7)(A)条另有规定，在规例订明的若干情形、若干类别之情形及条件下，本法第101(a)(27)(A)条所定义的归来的居民移民，如在其他条文下是可准予入境的，可在总检察长的酌情权下在无需获取护照、移民签证、再入境许可或其他文件的情况下再入境美国。
通过上述的移民法条款，美国要求合法永久居民保持在美国的居住状态，若要离开美国只能在订明的情形或条件下临时访问外国（temporary visit abroad），否则就必须重新申请移民，而不能适用《移民与国籍法》第101(a)(27)(A)条作为“归来移民”入境。这一要求俗称“移民监”，但美国的“移民监”没有具体、明确的规定（例如加拿大规定为过去五年内必须住满至少730天）。
当事人离开美国是否构成第101(a)(27)(A)条下的“临时外国访问”，是根据美國海關及邊境保衛局（CBP）的行政惯例和美国移民法庭的司法判例来确定的。CBP在《欢迎来到美国：新移民指南》中说，永久居民离开美国的时间如果超过一年，或者介于六个月与一年之间但有证据证明当事人“无意将美国当成永久的家”，则可能丧失永久居民身份（即可能无法以合法永久居民身份再入境）；CBP建议拟离境超过一年的合法永久居民预先申请再入境许可，并在下次入境时出示该文件。不過有律师指出，如果有辦法出具不可抗力之理由，證明自己仍有意圖長期居留，即使超過一年也是有成功再入境的可能性。
永久居民通过向美国公民及移民服务局递交I-407表格可以主动自愿地放弃永久居民身份。签署I-407表格是纯粹的自愿行为，且意味着当事人将放弃在美国移民法庭寻求听证的权利。
除了主动放弃的情况，CBP有权力在当事人返回美国寻求再入境时以行政方式认定某人不再具有永久居民身份。在认定永久居民身份时，只有一条唯一而绝对的规则：如果当事人离境超过一年但只能出示绿卡而不能提示其他证据，则会认定为已放弃美国的永久居住权。在其他情况下，行政当局将权衡当事人的家庭关系、财产、商业关系、社会组织成员资格、就业状况和是否提交美国纳税申报表。CBP的行政认定并不是终局的，当事人有要求移民法庭召开听证会的权利，并在听证会上尝试推翻CBP的认定。
永久居民即便身在美国也有可能丧失其身份。例如永久居民的犯罪行为可以导致该外籍人士被递解出境，又例如被发现在移民申请过程中有造假行为将导致其身份被取消。失去永久居民身份的外籍人士如果没有其他合法身份，则需要立即离开美国，否则将导致非法居留和被递解出境。非法居留将导致外籍人士在未来的一段时间内不能再次入境美国。

## 合法永久居民归化入籍
美国永久居民在美国连续居住满五年时间后可以提交N-400表格申请归化成为美国公民（如果是通过和美国公民结婚获得移民身份，则连续居住时间可以缩短至三年；在美国军队服役达到1年的绿卡持有者可以提前申请入籍）。如果永久居民在这段时间每次离开美国的时间均在半年以内，则不影响连续居住时间；如果超过半年但未超过一年，则需要在入籍时提交合理的条件予以豁免；如果离开超过一年时间，则需要完全重新开始计算连续居住时间。永久居民可以在居住时间满足条件之前的90天内递交申请。永久居民成为美国公民之后，将享有更多的权利、履行更多的义务。
根据美国国土安全部的报告，截至2010年，美国境内有1270万合法永久居民符合申请归化入籍的条件。